# Alloxylon
Alloxylon es un género de árboles perteneciente a la familia Proteaceae.  Es originario de Australia, con una especie, A. brachycarpum que se encuentra en Nueva Guinea y las Islas Aru.

## Taxonomía
Alloxylon fue descrito por P.H.Weston & Crisp y publicado en Telopea 4(3): 498–499. 1991. La especie tipo es: Alloxylon flammeum P.H. Weston & Crisp. 

## Especies aceptadas
A continuación se brinda un listado de las especies del género Alloxylon aceptadas hasta abril de 2012, ordenadas alfabéticamente. Para cada una se indica el nombre binomial seguido del autor, abreviado según las convenciones y usos.
- Alloxylon brachycarpum (Sleumer) P.H.Weston & Crisp
- Alloxylon flammeum P.H.Weston & Crisp
- Alloxylon pinnatum (Maiden & Betche) P.H.Weston & Crisp
- Alloxylon wickhamii (W.Hill & F.Muell.) P.H.Weston & Crisp